# Ljudmilla Turisjtjeva
Ljudmilla Ivanovna Turisjtjeva (ryska: Людми́ла Ива́новна Тури́щева), född 7 oktober 1952 i Groznyj i Sovjetunionen, är en rysk gymnast som bland annat tävlade för Sovjetunionen vid olympiska sommarspelen 1972. 
Turisjtjeva blev den ledande gymnasten i Sovjetunionen både i lagtävlan och individuella moment. Ljudmilla var dock överskuggad under OS 1972 av den då nya stjärnan Olga Korbut, och trots att Ljudmilla gjorde bättre resultat genom sin karriär blev Korbut den mest ihågkomna av de ryska idrottarna under samma tidsperiod.[källa behövs]